# Ehrenfried Patzel
Ehrenfried Patzel (ur. 2 grudnia 1914 w Karbitz, zm. 8 marca 2004 w Büdingen) – czechosłowacki piłkarz niemieckiego pochodzenia, reprezentant kraju. 

## Kariera klubowa
Patzel przygodę z futbolem rozpoczął w swoim rodzinnym mieście Karbitz. W 1932 przeniósł się do Teplitzer FK, jednego z najlepszych niemiecko-czeskich klubów w Czechosłowacji. Patzel grał z Teplitzem od 1932 do 1936 w najwyższej lidze czechosłowackiej, a największym sukcesem było czwarte miejsce w sezonie 1933/34. Patzel przebywał w Teplitz do 1939.
Po wybuchu II wojny światowej wyjechał do Niemiec, gdzie został piłkarzem grającej w Gauliga Mitte 1. SV Jena. Jako zawodnik tej drużyny w sezonach 1940 oraz 1941 wygrywał w rozgrywkach Gauligi Mitte.
W 1942 przeniósł się do Kickers Offenbach w grającego w Gauliga Hessen-Nassau. Wraz z drużyną zdobył w latach 1943–1944 dwa mistrzostwa tej ligi. W 1948 zakończył karierę w wieku 34 lat z powodu kontuzji.

## Kariera reprezentacyjna
Patzel został powołany przez trenera Karela Petrů na Mistrzostwa Świata 1934 rozgrywane we Włoszech. Podczas turnieju pełnił rolę bramkarza rezerwowego, nie zagrał w żadnym spotkaniu. Czechosłowacja została na tym turnieju wicemistrzem świata, przegrywając finałowe spotkanie przeciwko gospodarzom turnieju Włochom 1:2 po dogrywce.
Patzel zadebiutował w drużynie narodowej 2 września 1934 w meczu przeciwko reprezentacji Jugosławii, wygranym 3:1. Po raz ostatni w reprezentacji zagrał 14 kwietnia 1935 w spotkaniu przeciwko Austrii, zremisowanym 0:0. Łącznie w latach 1934–1935 zagrał w 4 spotkaniach reprezentacji Czechosłowacji.
| Mecze i gole w reprezentacji | Mecze i gole w reprezentacji | Mecze i gole w reprezentacji | Mecze i gole w reprezentacji | Mecze i gole w reprezentacji | Mecze i gole w reprezentacji | Mecze i gole w reprezentacji |
| #                            | Data                         | Miasto                       | Przeciwnik                   | Gol                          | Wynik                        | Rozgrywki                    |
| ---------------------------- | ---------------------------- | ---------------------------- | ---------------------------- | ---------------------------- | ---------------------------- | ---------------------------- |
| 1.                           | 02.09.1934                   | Praga                        | Jugosławia                   |                              | 3:1                          | towarzyski                   |
| 2.                           | 23.09.1934                   | Wiedeń                       | Austria                      |                              | 2:2                          | Puchar Europy Centralnej     |
| 3.                           | 14.10.1934                   | Genewa                       | Szwajcaria                   |                              | 2:2                          | Puchar Europy Centralnej     |
| 4.                           | 14.04.1935                   | Praga                        | Austria                      |                              | 0:0                          | Puchar Europy Centralnej     |

## Sukcesy
Czechosłowacja
- Mistrzostwa Świata 1934: 2. miejsce

1. SV Jena
- Mistrzostwo Gauliga Mitte (2): 1940, 1941

Kickers Offenbach
- Mistrzostwo Gauliga Hessen-Nassau (2): 1943, 1944